# Cihan Çanak
Cihan Çanak, né le 24 janvier 2005 à Verviers en Belgique, est un footballeur belgo-turc. Il évolue à Trabzonspor au poste de milieu offensif.

## Biographie[1],[2]

### En club

#### Standard de Liège: formation et débuts professionnels
Çanak effectue toutes ses classes en équipes de jeunes au Standard et débute à seize ans chez les A à domicile contre Zulte Waregem le 26 décembre 2021, lancé par Luka Elsner. Il montera au jeu à deux autres reprises lors du second tour d'un championnat que les Liégeois ont particulièrement mal négocié.
La saison suivante, le 22 juillet 2022, six minutes sur la pelouse lui suffisent pour débloquer son "compteur stat" via une passe décisive au cours de la partie inaugurale contre La Gantoise. Il dispute ensuite trois rencontres avec le SL 16 FC (les U23 rouches) en Challenger Pro League puis fête sa première titularisation face à l'Antwerp à Sclessin le 16 octobre, inscrivant un but, tout cela à dix-sept ans seulement. Après la trêve, le Verviétois engrange de l'expérience en participant - partiellement, le plus souvent - à chaque match.
Sous Carl Hoefkens, durant l'exercice 2023-2024, son temps de jeu n'augmente pas vraiment. À peine le Lierrois a-t-il cédé sa place à Ivan Leko qu'une blessure tient Çanak écarté des terrains six semaines. Sa situation personnelle n'évoluera cependant guère à son retour, dans un club de nouveau en plein marasme. Fin juin, le médian rejoint alors Trabzonspor. Il s'agit pour lui d'un rêve qui se réalise : son numéro faisait directement référence à Trabzon, la ville dont sa famille est originaire. Le 61 figure en effet sur les plaques minéralogiques de la cité pontique.  

#### Trabzonspor
Ses débuts avec les Bordo-Mavi coïncident avec sa découverte de la scène continentale, en Ligue Europa, face au MFK Ružomberok : le néo-Trébizondais se montre immédiatement déterminant, marquant d'une frappe lointaine. Titulaire régulier pendant l’été, il rentre peu à peu dans le rang et passe sur le banc l’essentiel d'une saison que les pensionnaires du stade Şenol Güneş souhaiteront oublier, manquant de trois points un ticket européen en championnat ou perdant la finale de la Coupe.

### En sélections nationales
International belge dans plusieurs catégories d'âge, Çanak prend part à l'Euro 2022 des U17 avec les "Diablotins", jouant les trois rencontres de poule. 
Si la TFF suivait attentivement sa progression (deux convocations à des camps d’entraînement chez les U14 & U17), elle doit attendre 2023 pour qu’il représente ses couleurs. Dès sa première apparition avec la vareuse rouge et blanche, contre l’Irlande, le gaucher ne tarde pas à se mettre en évidence puisqu’il donne l’avance aux Espoirs turcs quatre minutes après avoir remplacé le Juventino Yildiz. 

## Statistiques

### En club
| Saison                | Club                  | Championnat           | Championnat | Championnat | Championnat | Coupe(s) nationale(s) | Coupe(s) nationale(s) | Coupe(s) nationale(s) | Compétition(s) continentale(s) | Compétition(s) continentale(s) | Compétition(s) continentale(s) | Compétition(s) continentale(s) | Total | Total | Total |
| Saison                | Club                  | Division              | M.          | B.          | P.d.        | M.                    | B.                    | P.d.                  | Comp.                          | M.                             | B.                             | P.d.                           | M.    | B.    | P.d.  |
| 2021-2022             | Standard de Liège     | Division 1A           | 3           | 0           | 0           | 0                     | 0                     | 0                     | -                              | -                              | -                              | -                              | 3     | 0     | 0     |
| 2022-2023             | Standard de Liège     | Division 1A           | 35          | 1           | 3           | 1                     | 0                     | 0                     | -                              | -                              | -                              | -                              | 36    | 1     | 3     |
| 2022-2023             | SL16 FC               | Challenger Pro League | 5           | 0           | 1           | -                     | -                     | -                     | -                              | -                              | -                              | -                              | 5     | 0     | 1     |
| 2023-2024             | Standard de Liège     | Division 1A           | 29          | 0           | 2           | 2                     | 0                     | 2                     | -                              | -                              | -                              | -                              | 31    | 0     | 4     |
| 2024-2025             | Trabzonspor           | Süper Lig             | 23          | 0           | 1           | 4                     | 0                     | 0                     | C3+C4                          | 4+2                            | 1+0                            | 0+0                            | 33    | 1     | 1     |
| Total sur la carrière | Total sur la carrière | Total sur la carrière | 95          | 1           | 7           | 7                     | 0                     | 2                     | -                              | 6                              | 1                              | 0                              | 108   | 2     | 9     |

## Palmarès

### Trabzonspor
Coupe de Turquie : Finaliste - 2025 (en)